# جيريمي كوربيت
جيريمي كوربيت (بالإنجليزية: Jeremy Corbett)‏ هو مقدم برامج إذاعية نيوزيلندي، ولد في 1959 في ويستبورت ‏ في نيوزيلندا.